# بني وكيل أولاد امحند
جماعة بني وكيل أولاد امحند جماعة قروية تابعة لقبيلة آيت بويحيي الريفية الأمازيغية بإقليم الناظور وتتموقع في وسط هذا الإقليم في شمال المغرب. تحد شمالا بالجماعة الحضرية لمدينة العروي، وبجماعتي إكسان بني سيدال لوطا التابعتين لقبيلة قلعية، وشرقا بجماعة اولاد ستوت، أما من الغرب فتحد بجماعة تيزضوضين ومن الجنوب بجماعة حاسي بركان وكلاهما تابعتين مثلها لنفس القبيلة. وكلاهما تابعتين مثلها لنفس القبيلة. يبلغ عدد سكان الجماعة حوالي 10496 نسمة حسب إحصاء سنة 2004.

## قرى ودواوير الجماعة
من بين القرى والدواوير المكونة لجماعة بني وكيل أولاد امحند نجد:
إبوجدادن، إبراهيماث، إفقيرن الفوقاني، لكويرات، أولاد رحو بنعيسى، أولاد زايد التحتاني، أولاد زايد الفوقاني، أولاد علال،
إقدورن.